# Józef Gawliczek
Józef Gawliczek (ur. 29 stycznia 1939 w Mszanie) – polski kolarz szosowy startujący w wyścigach w latach 60. XX stulecia, zwycięzca Tour de Pologne (1966).
Trzykrotnie brał udział w mistrzostwach świata w wyścigu indywidualnym kolarzy amatorskich: w 1961 (70. miejsce), 1963 (nie ukończył) oraz 1966 (22. miejsce). Był trzykrotnym mistrzem Polski w wyścigu górskim (w 1966, 1967 i 1969), a w wyścigu na szosie ze startu wspólnego zdobył dwa brązowe medale (w 1961 i 1967).
Został zwycięzcą Wyścigu Dookoła Polski w 1966. W tym samym roku wygrał również Wyścig Dookoła Anglii (Milk Race). Wygrywał także Wyścig Dookoła Serbii (w 1963) i Wyścig Dookoła Rumunii (w 1965).
Cztery razy brał udział w Wyścigu Pokoju: w 1963 (17. miejsce), 1964 (28. miejsce), 1965 (25. miejsce) i 1967 (nie ukończył).

## Najważniejsze zwycięstwa
- 1963 – Wyścig Dookoła Serbii
- 1965 – Wyścig Dookoła Rumunii
- 1966 – Tour de Pologne, Milk Race